# Cucullia rosamaria
Cucullia rosamaria là một loài bướm đêm trong họ Noctuidae.